# Journal für die reine und angewandte Mathematik
Ne doit pas être confondu avec Journal de mathématiques pures et appliquées.
Le Journal für die reine und angewandte Mathematik (aussi appelé Crelle's Journal), créé à Berlin par August Leopold Crelle en 1826, est une revue de mathématiques. Il est considéré comme l'une des meilleures publications allemandes dans le domaine. Le journal a longtemps été surnommé Journal de Crelle, Journal de Borchardt, etc., selon le nom de ses éditeurs successifs. Ainsi le fondateur Crelle dirige la publication de 1826 à 1855, année de sa mort.
Ce journal fut et est encore de nos jours, un outil permettant aux plus grands mathématiciens d'échanger leurs connaissances et de faire le point sur l'état d'avancement de leur science. Il favorisa beaucoup le développement de l'école mathématique allemande jusqu'à la Seconde Guerre mondiale.

## Histoire
À ses débuts, plusieurs physiciens contribuent au journal, mais progressivement la revue est réservée aux mathématiques pures. Crelle avait prévu en 1828 la parution de cahiers trimestriels dont les quatre numéros seraient regroupés en un volume. Dès 1830, la fréquence des cahiers était plus élevée, et le volume 100 parait en 1887, le volume 200 en 1958. Au milieu des années 1960, la division en cahiers est abandonnée; les volumes paraissent sur une base trimestrielle, et à partir de 1980 de façon mensuelle. L'éditeur du premier volume était Duncker & Humblot à Berlin, les suivants sont édités par le Georg Reimer Verlag, qui a été absorbé par l'éditeur Walter de Gruyter fin 1918.

## Mathématiciens célèbres ayant contribué au journal
- Niels Henrik Abel: {\displaystyle 1+{\frac {m}{1}}\cdot x+{\frac {m\cdot (m-1)}{1\cdot 2}}\cdot x^{2}\dots }, Bd. 1 (1826), p. 311-339.
- Ernst Kummer: "Allgemeiner Beweis des Fermat'schen Satzes, das die Gleichung {\displaystyle x^{\lambda }+y^{\lambda }=z^{\lambda }} durch gantze Zahlen unlösbar ist, für alle diejenigen Potenz ... ", Bd. 40 (1850), p. 130-138 (voir Dernier théorème de Fermat).
- Karl Weierstrass: Zur Theorie der Abelschen Functionen, Bd. 47 (1854), p. 289-306.
- Georg Cantor: Über eine Eigenschaft des Inbegriffes aller reellen algebraischen Zahlen, Bd. 77 (1874), p. 258-262 (première démonstration de Cantor sur les ensembles non dénombrables).
- Joseph Liouville: Leçons sur les fonctions doublement périodiques, Bd. 88 (1879), p. 277-310.
- John von Neumann: Eine Axiomatisierung der Mengenlehre, Bd. 154 (1925), p. 219-240.
- Richard Brauer, Helmut Hasse, Emmy Noether: Beweis eines Hauptsatzes in der Theorie der Algebren, Bd. 167 (1932), p. 399-404.

## Éditeurs
| Éditeurs (jusqu'en 1979) | Date        |
| ------------------------ | ----------- |
| August Leopold Crelle    | 1826 - 1855 |
| Karl Wilhelm Borchardt   | 1856 - 1880 |
| Karl Weierstrass         | 1881 - 1888 |
| Leopold Kronecker        | 1881 - 1891 |
| Lazarus Immanuel Fuchs   | 1892 - 1902 |
| Kurt Hensel              | 1903 - 1936 |
| Ludwig Schlesinger       | 1929 - 1933 |
| Helmut Hasse             | 1929 - 1979 |
| Hans Rohrbach            | 1952 - 1977 |

Depuis la fin des années 1970, l'édition est dirigée par un comité de rédaction international de cinq à huit mathématiciens de renom. En 2014, l'éditeur en chef est Rainer Weissauer, d'autres membres du comité éditorial sont Tobias Colding, Joachim Cuntz, Daniel Huybrechts et Jun-Muk Hwang.